# Lawrence Phillips
Lawrence Lamond Phillips (Little Rock, 12 maggio 1975 – Delano, 13 gennaio 2016) è stato un giocatore di football americano statunitense che ha militato nel ruolo di running back nella National Football League (NFL), nella Arena Football League (AFL) e nella Canadian Football League (CFL).

## Biografia
Al college, Phillips giocò a football a Nebraska, vincendo due campionati NCAA. Fu scelto come sesto assoluto nel Draft NFL 1996 dai St. Louis Rams, malgrado i problemi fuori dal campo avuti al college e cedendo il suo predecessore, il futuro Hall of Famer Jerome Bettis ai Pittsburgh Steelers. Tali problemi continuarono ad affliggerlo, tanto che trascorse 23 giorni in prigione durante i suoi due anni a St. Louis. Nemmeno sul campo le sue prestazioni convinsero la squadra, che lo svincolò il 20 novembre 1997, passando ai Miami Dolphins, dove giocò due partite correndo sole 44 yard. Dopo una stagione coi Barcelona Dragons della NFL Europa in cui corse 1.021 yard e 14 touchdown, attrasse nuovamente l'interesse di diversi club della NFL, firmando coi San Francisco 49ers, dove non ebbe fortuna, faticando sia in campo che fuori, finendo per essere sospeso dalla squadra per tre partite. Il 23 novembre 1999 fu svincolato.
Dopo avere fatto parte dei Florida Bobcats della AFL nel 2001 senza mai scendere in campo, nel 2002 firmò con i Montreal Alouettes della CFL. Con essi mostrò lampi della sua vecchia forma, correndo 1.022 yard e 13 touchdown, venendo convocato per l'All-Star Game e guidando la squadra alla vittoria della 90ª Grey Cup. Svincolato il 1º maggio 2003 per i soliti problemi caratteriali, firmò coi Calgary Stampeders, da cui fu licenziato dopo una discussione con il capo-allenatore dopo una sola stagione.
Nel dicembre 2009, Phillips fu condannato a passare 31 anni in una prigione della California per assalto alla sua ex fidanzata e per avere investito tre adolescenti con la sua auto nel 2005. In seguito fu accusato di aver strangolato il suo compagno di cella nel sonno. È stato trovato senza vita nella sua cella nel gennaio 2016 all'età di 40 anni.

## Palmarès
- Grey Cup: 1

Montreal Alouettes: 2002
- CFL All-Star: 1

2002

## Statistiche
NFL
| Yard corse | 1.453 |
| Touchdown  | 14    |